# Ostatni sprawiedliwy (powieść)
Ostatni sprawiedliwy (The Last Juror) jest powieścią amerykańskiego pisarza Johna Grishama, opublikowaną po raz pierwszy przez wydawnictwo Doubleday 3 lutego 2004 roku.
Głównym bohaterem powieści jest Willie Traynor, 23-letni niedoszły absolwent college'u. Mężczyzna za pożyczone pieniądze kupuje lokalną gazetę wychodzącą w fikcyjnym miasteczku Clanton w Missisipi, znanym już z powieści "Czas zabijania" (w rzeczywistości w stanie tym istnieją miejscowości Canton i Clinton). Na jej łamach relacjonuje proces o gwałt i zabójstwo. Skazany na dożywotnie pozbawienie wolności Danny Padgitt obiecuje ławnikom śmierć. Kiedy opuszcza więzienie po niespełna 10 latach, zaczynają ginąć ludzie.
Powieść łączy w sobie cechy thrillera prawniczego oraz powieści obyczajowej, opisującej przemiany społeczne w latach 70. XX wieku na amerykańskim Południu.
Rok 1970. 23-letni Willie Traynor przybywa do Clanton w stanie Mississippi na staż w lokalnej gazecie The Ford County Times. Prowadzący ją Wilson Caudle ma objawy demencji starczej, skupia się na nekrologach i powoli pogrąża się w długach. Willie za pożyczone pieniądze kupuje tytuł i samodzielnie wydaje gazetę. Pomaga mu kilku reporterów, doświadczony przez życie fotograf oraz sprytna sekretarka.
Wkrótce później miasteczkiem wstrząsa zbrodnia. Młoda wdowa Rhoda Kassellaw zostaje zgwałcona i zamordowana na oczach swoich dzieci, przed śmiercią wyjawia jednak sąsiadowi nazwisko zabójcy. Danny Padgitt zostaje ujęty i doprowadzony przed oblicze sądu. Rozpoczyna się proces, o tyle trudny, że Padgittowie do perfekcji opanowali sztukę przekupywania świadków i niwelowania wyroków.
W międzyczasie Willie zaprzyjaźnia się z mieszkańcami miasteczka, w tym z czarnoskórą, głęboko wierzącą Miss Callie Ruffin, którą zaczyna traktować jak swoją najbliższą rodzinę. Kobieta zostaje wybrana jedną z przysięgłych i w wyniku procesu skazuje Padgitta na podwójne dożywotnie pozbawienie wolności (choć spodziewano się kary śmierci). Nie wie, że w Missisipi oznacza to najwyżej dziesięć lat pozbawienia wolności i zwolnienie za dobre sprawowanie. Padgitt po wysłuchaniu wyroku obiecuje wszystkim ławnikom śmierć.
Przez kolejne dziewięć lat "The Ford County Times" rozwija się, stając się poczytnym i dobrze pisanym tygodnikiem. Willie Traynor relacjonuje na jego łamach wydarzenia sportowe i polityczne, drobne problemy z życia miasta, a także lokalnych kościołów. Przy okazji kupuje w hrabstwie dom i coraz mocniej wiąże się z rodziną Ruffinów.
W dziewięć lat po procesie Danny Padgitt zostaje warunkowo zwolniony i wraca na wyspę, którą zamieszkuje jego rodzina. Wkrótce później ginie dwoje z ławników, a także mąż jednej ze świadków obrony (człowiek ów przyczynił się do osadzenia skazanego w więzieniu). Willie, a także policja, podejrzewają Padgitta, lecz nie mają na to żadnych dowodów. Tym bardziej, że Miss Callie ujawnia, że zabici ławnicy podczas niejawnego zebrania głosowali za karą dożywotniego pozbawienie wolności, podczas gdy reszta domagała się kary śmierci.
Ostatecznie Padgitt zostaje zaaresztowany i na kolejnej rozprawie zastrzelony przez byłego kochanka Rhody Kassellaw. Po jej śmierci mężczyzna spędził kilka lat w zakładach psychiatrycznych. Cierpiał na schizofrenię, twierdził, że Rhoda każe mu zamordować Padgitta oraz tych ławników, którzy głosowali za dożywotnim pozbawieniem wolności. Willie sprzedaje "The Ford County Times", lecz zostaje w miasteczku.